# Nada Al-Ahdal
Nada Al-Ahdal (en árabe: ندى الأهدل; nacida el 3 de marzo de 2003) es una activista de derechos humanos y residente de Yemen conocida por escapar de dos acuerdos de matrimonio infantil que sus padres habían concertado para ella. En 2013, al-Ahdal publicó un video en YouTube denunciando el matrimonio infantil y cómo la obligaban a firmar contratos matrimoniales, lo que rápidamente se volvió viral y generó cobertura sobre la práctica continua del matrimonio infantil en Yemen.
En 2022, ganó el Premio Mujer Árabe por sus actividades como activista social.
Posteriormente, Al-Ahdal fundó la Fundación Nada, una organización con sede en Gran Bretaña que lleva su nombre. En reconocimiento a su activismo, ganó el Premio Mujer Árabe para el año 2021 de la Fundación Árabe en Londres. Además, se desempeña como embajadora de Do for Good en España. Actualmente, Al-Ahdal está estudiando derecho internacional en Gran Bretaña, donde también reside.

## Primer pacto matrimonial
Según Nada al-Ahdal y su tío Abdel Salam al-Ahdal, a los 10 años y 3 meses, se suponía que ella iba a casarse con un adinerado extranjero. Sus padres aceptaron  el dinero del pretendiente, pero su tío le dijo al hombre que al-Ahdal no era lo suficientemente modesta para él en un intento de ahuyentarlo. Abdel afirmó: "Cuando supe del novio, entré en pánico. Nada no tenía ni siquiera 11 años; tenía exactamente 10 años y 3 meses. No podía permitir que se casara y arruinara su futuro". Al perder interés el pretendiente, al-Ahdal continuó viviendo con sus padres, pero más tarde se fue y huyó a casa de su tío. En el momento del acuerdo, el pretendiente tenía 26 años, 16 años más que al-Ahdal. El monto acordado por al-Ahdal era de $2000.

## Segundo pacto de matrimonio
En 2013, a la edad de 10 años, al-Ahdal subió un video de 2.5 minutos a YouTube que rápidamente se volvió viral. En el video, al-Ahdal acusó a sus padres de intentar casarla a cambio de dinero. El video fue publicado con al-Ahdal hablando en árabe, pero un usuario de YouTube tradujo el video y lo subió a YouTube con subtítulos en inglés. El usuario de Reddit Syd_G compartió el video de al-Ahdal en el sitio, lo que generó aún más intercambio en las redes sociales. El video recibió más de siete millones de visitas en tres días.
La hermana de al-Ahdal había sido casada recientemente a los 14 años, y a al-Ahdal pronto le iban a concertar un compromiso a los 12 años para casarse en un "futuro cercano". En el video, al-Ahdal comenzó diciendo: "Es verdad que escapé de mi familia. Ya no puedo vivir con ellos. Basta. Quiero ir a vivir con mi tío. ¿Qué pasa con la inocencia de la infancia? ¿Qué han hecho mal los niños? ¿Por qué los casan así?" Continuó diciendo que preferiría morir que casarse, mencionando las oportunidades educativas perdidas, el suicidio entre las jóvenes esposas y la muerte temprana. También habló de su tía, quien fue casada a los 14 años y sufrió abusos por parte de su esposo mucho mayor antes de rociarse con gasolina y prenderse fuego.
Al-Ahdal huyó de su casa para escapar del matrimonio y fue acogida rápidamente por su tío, un técnico de montaje y gráficos en una estación de televisión.

## Controversia
Muchos medios de comunicación del Medio Oriente han criticado las afirmaciones de al-Ahdal como falsas o una decepción de las costumbres yemeníes e islámicas. El Yemen Post la ha acusado de intentar arruinar las costumbres yemeníes e islámicas. La revista árabe The Majalla afirma que debido a las conexiones mediáticas de su tío, intentaron explotar a al-Ahdal convirtiéndola en la nueva Nujood Ali de Yemen para poder abolir el matrimonio infantil en el país. Los padres de al-Ahdal afirmaron que sus afirmaciones eran fabricaciones y que el video fue guionizado por su tío. Sin embargo, contrariamente a lo que afirmaron sus padres, Nada Al-Ahdal dijo que la amenazaron con asesinarla en honor si rechazaba el primer acuerdo matrimonial.

## Impacto
Las afirmaciones de Al-Ahdal han generado debate sobre el matrimonio infantil en los medios de comunicación internacionales. Los artículos de todo el mundo suelen citar la investigación de Human Rights Watch, que afirma que Yemen no tiene una mínima edad para el matrimonio, y que aproximadamente la mitad de todas las mujeres casadas en Yemen se casan siendo niñas. En un artículo sobre al-Ahdal, el International Political Forum afirmó: "Algunas estadísticas pueden ayudar a contextualizar su historia: según las Naciones Unidas, una de cada nueve niñas en países en desarrollo se casará antes de los 15 años, y se estima que alrededor de 14,2 millones de niñas al año se convertirán probablemente en esposas infantiles en la próxima década".
Al-Ahdal y los acuerdos de matrimonio infantil han sido cubiertos por CNN, The Huffington Post, la BBC y muchos otros medios de comunicación. Los informes del incidente por parte de los medios de comunicación globales han llamado la atención sobre el problema del matrimonio infantil.

## Obras
El 3 de diciembre de 2015 se publicó La rosée du matin, escrito por al-Ahdal y la directora yemení Khadija al-Salami, en la compañía Michel Lafon en francés. La primera versión está en francés, titulada La rosée du matin. Otra versión en polaco se titula Jedenastoletnia zona.
Al-Ahdal participó en la película I Am Nojoom, Age 10 and Divorced.
MBC 1 ha producido una detallada investigación de su historia.